# 柳原教会 (台中市)

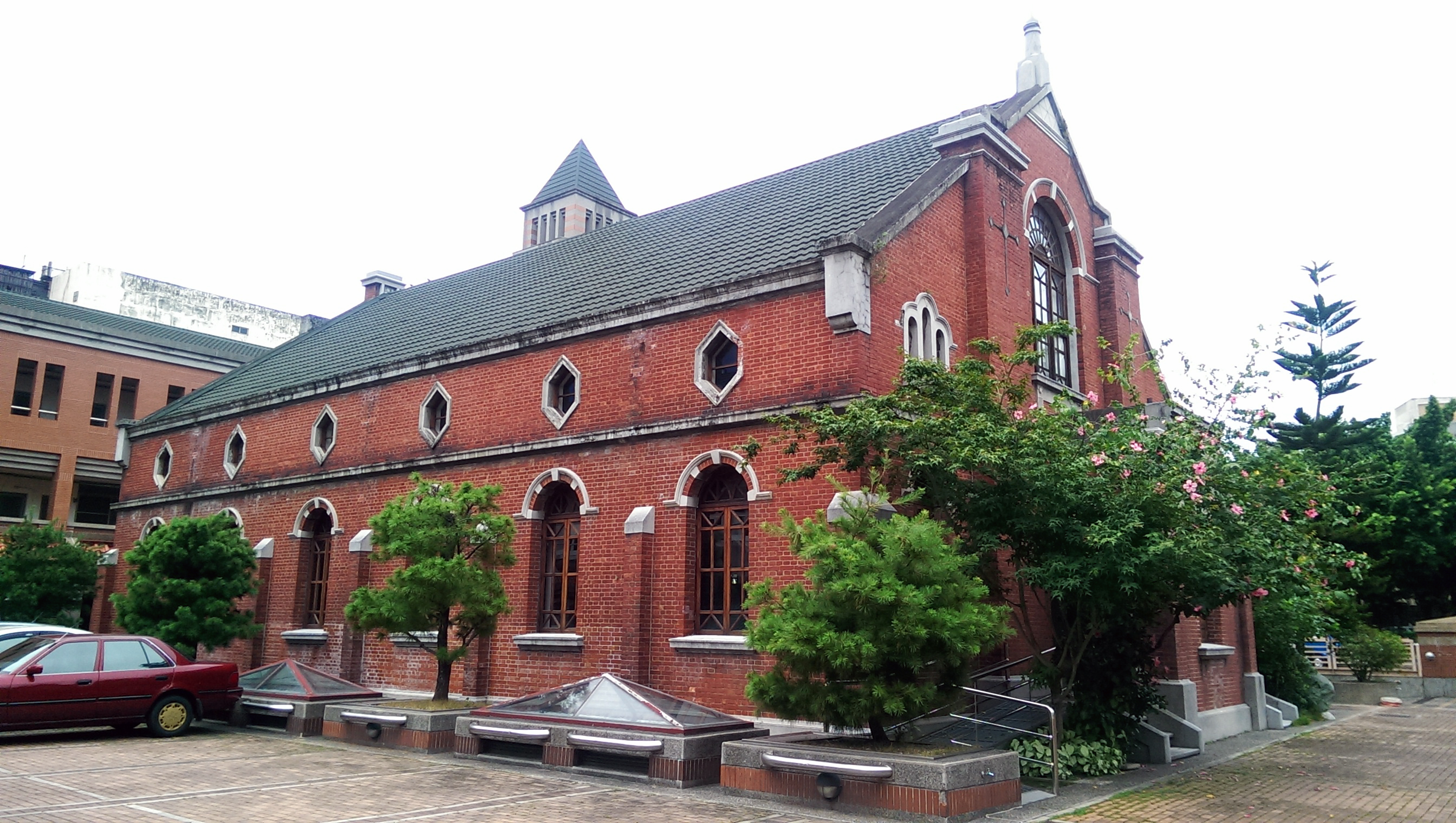
柳原教会（台湾・台中市）

柳原教会（りゅうげんきょうかい、中国語: 柳原教會、英語: Liu-Yuan Presbyterian Church, Taichung）は、台湾・台中市中区興中街119号にあるプロテスタント教会で、台湾基督長老教会に所属する。

## 概要
1865年5月27日、スコットランド長老派教会からキャンベル・ムーディ師（Rev. Campbell N. Moody、中国語名：梅甘霧）が台湾へ派遣されて、現在の台中市の柳原教会の左前方に古いレンガ造りの家を見つけ、東大墩伝道所とした。その後1915年には、その向かいの土地を購入して、故国から長老派教会の母教会の建築図面を取り寄せて、現在の礼拝堂が建設された。1917年には、「台中教会」と改名している。
戦後の1947年には、母教会の改名によって、こちらも柳原教会と改名した。信徒の増加に伴い、1965年と1998年に新建物の建設が行われ、現在は新旧3つの時代の建築様式が存在している。
2002年7月1日、礼拝に使われている旧建物は台中市文化局により台中市歴史的建造物として登録された。

## 建築様式
旧礼拝堂の全体はバシリカ様式になっており、中国で縁起がいいとされる「鰲龍型の吐水口」が正面上方にあり、中国風も加味している。

## 参照項目
- 台湾のキリスト教
- 台湾基督長老教会 - 台湾で一番多いプロテスタントの教会
- イエス救主総堂（中国語版） - 台中市のカトリック教会の大聖堂
- 台湾宗教百景（中国語版）